# Феллер, Фрэнк
Фрэнк Феллер (28 октября 1848, Бюмплиц-Оберботтиген, Швейцария — 6 марта 1908, Лондон, Великобритания) — английский художник. Известен батальной живописью, иллюстрациями, открытками.

## Ранняя жизнь
Феллер родился 28 октября 1848 года в Бюмплиз-Оберботтиген, в районе города Берн, Швейцария.

## Работы Феллера
Работы Феллера можно разделить на несколько категорий;
Журнальная иллюстрация, военная живопись, книжная иллюстрация, открытки.